# Slîveanka, Nîjnohirskîi
Slîveanka (în ucraineană Слив'янка) este un sat în comuna Pșenîcine din raionul Nîjnohirskîi, Republica Autonomă Crimeea, Ucraina.

## Demografie
Componența lingvistică a localității Slîveanka
     Rusă (84,69%)
     Ucraineană (13,27%)
     Tătară crimeeană (1,02%)
Conform recensământului din 2001, majoritatea populației localității Slîveanka era vorbitoare de rusă (84,69%), existând în minoritate și vorbitori de ucraineană (13,27%) și tătară crimeeană (1,02%).